# دائرة عين الصفراء
دائرة عين الصفراء هي إحدى دوائر ولاية النعامة الجزائرية.